# Перл-Сіті (Іллінойс)
Перл-Сіті (англ. Pearl City) — селище (англ. village) в США, в окрузі Стівенсон штату Іллінойс. Населення — 790 осіб (2020).

## Географія
Перл-Сіті розташований за координатами 42°15′58″ пн. ш. 89°49′38″ зх. д. / 42.26611° пн. ш. 89.82722° зх. д. (42.266179, -89.827185).  За даними Бюро перепису населення США в 2010 році селище мало площу 1,69 км², з яких 1,66 км² — суходіл та 0,02 км² — водойми.

### Клімат
| Клімат : Перл-Сіті    | Клімат : Перл-Сіті | Клімат : Перл-Сіті | Клімат : Перл-Сіті | Клімат : Перл-Сіті | Клімат : Перл-Сіті | Клімат : Перл-Сіті | Клімат : Перл-Сіті | Клімат : Перл-Сіті | Клімат : Перл-Сіті | Клімат : Перл-Сіті | Клімат : Перл-Сіті | Клімат : Перл-Сіті | Клімат : Перл-Сіті |
| Показник              | Січ.               | Лют.               | Бер.               | Квіт.              | Трав.              | Черв.              | Лип.               | Серп.              | Вер.               | Жовт.              | Лист.              | Груд.              | Рік                |
| Середній максимум, °C | −3                 | 0                  | 7                  | 14                 | 21                 | 26                 | 28                 | 27                 | 23                 | 16                 | 7                  | −1                 | 13,8               |
| Середній мінімум, °C  | −12                | −9                 | −3                 | 2                  | 9                  | 14                 | 16                 | 15                 | 10                 | 4                  | −2                 | −9                 | 3,0                |
| Норма опадів, мм      | 29.2               | 35.6               | 59.7               | 89.4               | 96.8               | 118.1              | 80.5               | 110.5              | 96.5               | 68.6               | 68.3               | 40.9               | 894                |
| --------------------- | ------------------ | ------------------ | ------------------ | ------------------ | ------------------ | ------------------ | ------------------ | ------------------ | ------------------ | ------------------ | ------------------ | ------------------ | ------------------ |
| Джерело: weather.com  |                    |                    |                    |                    |                    |                    |                    |                    |                    |                    |                    |                    |                    |

## Демографія
Згідно з переписом 2010 року, у селищі мешкало 838 осіб у 324 домогосподарствах у складі 243 родин. Густота населення становила 496 осіб/км².  Було 341 помешкання (202/км²).
Расовий склад населення:
| - 99,2 % — білих - 0,1 % — азіатів |

До двох чи більше рас належало 0,7 %. Частка іспаномовних становила 0,8 % від усіх жителів.
За віковим діапазоном населення розподілялося таким чином: 27,2 % — особи молодші 18 років, 60,7 % — особи у віці 18—64 років, 12,1 % — особи у віці 65 років та старші. Медіана віку мешканця становила 38,2 року. На 100 осіб жіночої статі у селищі припадало 92,6 чоловіків;  на 100 жінок у віці від 18 років та старших — 90,0 чоловіків також старших 18 років.
Середній дохід на одне домашнє господарство  становив 53 788 доларів США (медіана — 50 250), а середній дохід на одну сім'ю — 68 547 доларів (медіана — 64 886). Медіана доходів становила 47 679 доларів для чоловіків та 36 042 долари для жінок. За межею бідності перебувало 15,3 % осіб, у тому числі 16,0 % дітей у віці до 18 років та 4,9 % осіб у віці 65 років та старших.
Цивільне працевлаштоване населення становило 475 осіб. Основні галузі зайнятості: виробництво — 25,3 %, освіта, охорона здоров'я та соціальна допомога — 16,4 %, сільське господарство, лісництво, риболовля — 12,8 %, фінанси, страхування та нерухомість — 10,1 %.